# Święte kamienie z Newark

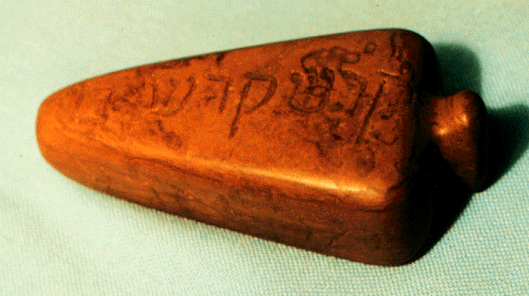
Kamień pierwszy

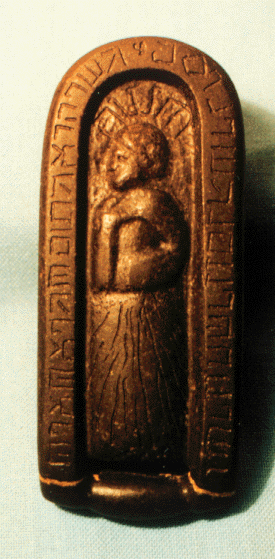
Kamień drugi

Święte kamienie z Newark – rzekome starożytne zabytki odnalezione w 1860 roku w Newark w amerykańskim stanie Ohio, mające być dowodem na dawne zasiedlenie kontynentu amerykańskiego przez Żydów.

## Historia kamieni
W połowie XIX wieku trwała ożywiona dyskusja na temat pochodzenia znajdujących się na obszarze Ameryki Północnej starożytnych kopców grobowych, będących w rzeczywistości dziełem istniejących na przełomie er kultur indiańskich, których autorstwo wiązano wówczas powszechnie z Dziesięcioma Zaginionymi Plemionami Izraela. Nakładał się na nią spór w antropologii między poligenistami a monogenistami o pochodzenie ras ludzkich oraz moralne i naukowe podstawy niewolnictwa. Poligeniści twierdzili, iż rasy są powstałymi niezależnie gatunkami i dowodzili wyższości rasy białej nad czarną i żółtą; monogeniści natomiast odwoływali się do biblijnego przekazu o pochodzeniu całej ludzkości od Adama i Ewy, uważając niewolnictwo za moralnie nieuzasadnione. W tych okolicznościach ogłoszono odkrycie sensacyjnego znaleziska, które zdawało się potwierdzać stanowisko monogenistów.
W czerwcu 1860 roku archeolog amator David Wyrick (1806–1864) w trakcie przekopywania znajdującego się około 16 kilometrów na południe od Newark kurhanu miał odnaleźć podłużny czworoboczny kamień o długości 152 i grubości 41 mm. Na każdej ze ścianek kamienia wyryta była inskrypcja w języku hebrajskim, kolejno: קדשקדשים (Najświętszy ze Świętych), מלךארץ (Król Ziemi), תורתיהוה (Prawo Boże) i דבריהוה (Słowo Boże). „Znalezisko” przebadał geolog Charles Whittlesey, szybko wysuwając poważne zarzuty co do jego autentyczności. Napis wykonany był współczesną, a nie starożytną formą pisma hebrajskiego. Wątpliwości wzbudziła także zbyt płytka warstwa, w której znajdował się rzekomy zabytek. Lokalni wolnomularze ogłosili natomiast, iż przedmiot jest niczym innym jak masońskim rekwizytem.
W listopadzie 1860 roku Wyrick ogłosił odkrycie kolejnego artefaktu. Był to umieszczony w skrzynce z piaskowca kawałek czarnego wapienia o długości 175, szerokości 73 i grubości 44 mm. Na brzegach kamienia wyryto skróconą wersję Dekalogu, a wewnątrz znajdował się wizerunek postaci ludzkiej w turbanie i trzymającej tabliczkę, podpisanej jako משה („Mojżesz”). W przeciwieństwie do pierwszego znaleziska, napisy wykonane były starożytną formą pisma hebrajskiego.
Rzekome znaleziska z Newark nie spotkały się z szerszym odzewem i natychmiast zostały powszechnie odrzucone jako nieudolne fałszerstwo. Wyrick opublikował w 1861 roku pamflet, w którym bronił prawdziwości kamieni i tezy o budowie amerykańskich kurhanów przez starożytnych Izraelitów. Nie ma pewności co do tego, czy Wyrick własnoręcznie wykonał kamienie, czy też sam został przez kogoś oszukany. Do dziś niektórzy, m.in. pewne grupy fundamentalistycznych chrześcijan, uznają autentyczność znalezisk Wyricka.
Kamienie znajdują się obecnie w Johnson-Humrickhouse Museum w Coshocton w stanie Ohio.